# Iphiaulax kolleri
Iphiaulax kolleri är en stekelart som beskrevs av Cameron 1912. Iphiaulax kolleri ingår i släktet Iphiaulax och familjen bracksteklar. Inga underarter finns listade i Catalogue of Life.